# Bound for Glory (2012)
Bound for Glory (2012) foi um evento pay-per-view realizado pela Total Nonstop Action Wrestling, que ocorreu no dia 14 de outubro de 2012 no Grand Canyon University Arena na cidade de Phoenix, Arizona. Esta foi a oitava edição da cronologia do Bound for Glory que é considerado o evento de abertura do ano para a TNA.
Um dia antes do evento, Sting foi o primeiro introduzido no Hall da Fama da TNA pela presidente Dixie Carter-Salinas, em uma grande festa que ocorreu no Pointe Hilton Tapatio Cliffs Resort, também na cidade de Phoenix, Arizona.
Oito lutas aconteceram no evento. No evento principal, Jeff Hardy, o vencedor do Bound for Glory Series derrotou o TNA World Heavyweight Champion Austin Aries. James Storm derrotou seu ex-parceiro de Beer Money, Inc., Bobby Roode em uma Street Fight match que tinha King Mo como fiscal da luta e os Aces & Eights derrotaram Sting e Bully Ray, além de ser revelado que Devon é um dos membros do grupo.

## Produção

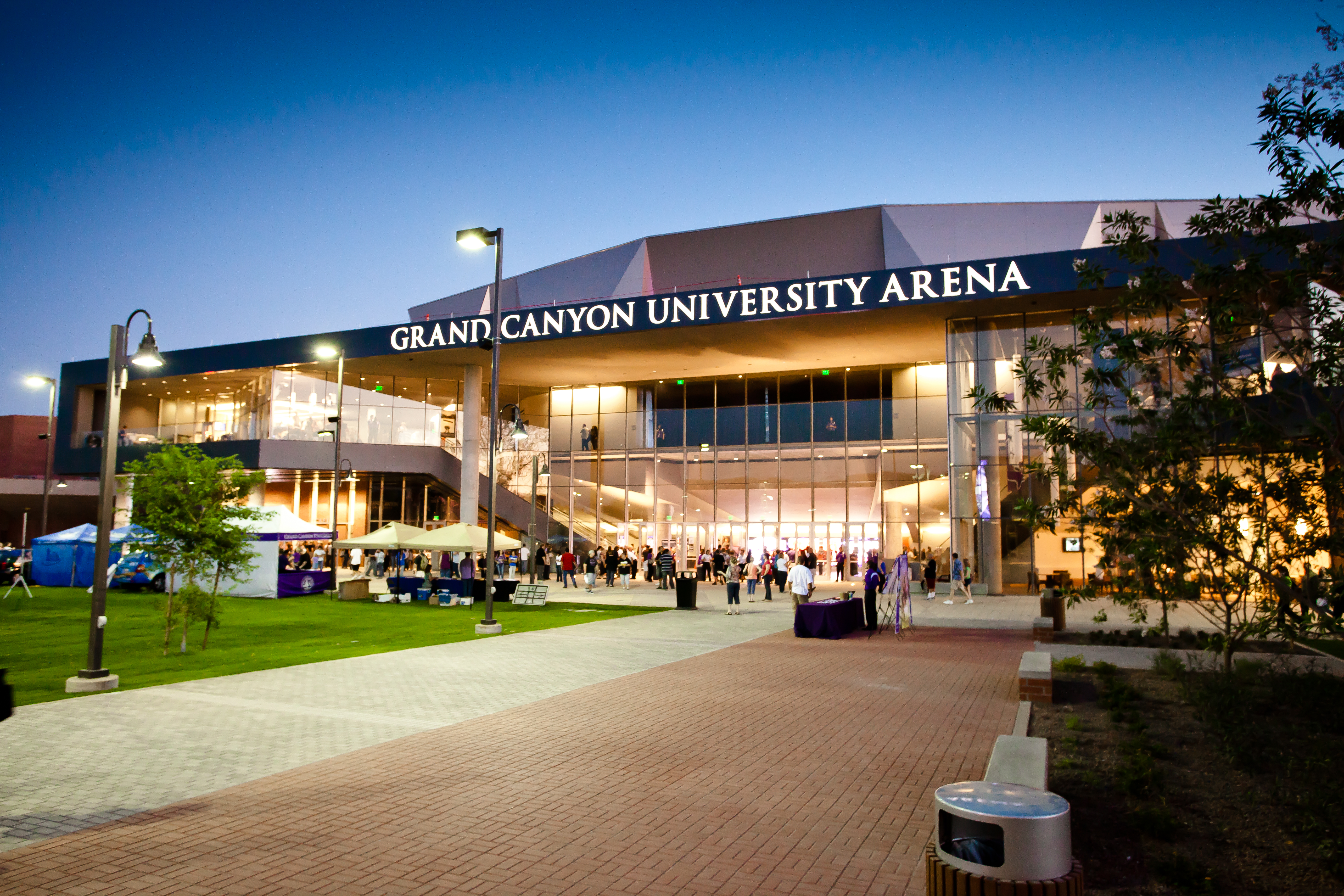
A Grand Canyon University Arena, lugar onde foi realizado o evento

O evento foi anunciado pela primeira vez no Slammiversary em 10 de junho de 2012. Também foi anunciado a introdução de Sting no Hall da Fama da TNA.
No final de junho, a presidente  Dixie Carter afirmou via twitter que o Bound for Glory deste ano seria em um lugar nunca antes visitado pela TNA e que revelaria o lugar na edição de 5 de julho do Impact Wrestling. Durante o show, um vídeo promocional foi divulgado, confirmando que o evento se passaria no Grand Canyon University Arena na cidade de Phoenix, no Arizona.
Os bilhetes foram postos a venda em 27 de julho. Um dia antes, Rob Van Dam promoveu o evento, dando autógrafos durante uma sessão de pré-venda na bilheteria da GCU.
A TNA começou a promover seu maior pay-per-view produzindo uma série de vídeo intitulada Road to Bound for Glory, apresentando os lutadores que falam muito sobre o evento.
Para comemorar o evento, a TNA organizou pacotes de viagens e festas organizadas para tomar o lugar do evento na semana do show. Em 13 de outubro, o Bound for Glory VIP Weekend vai sediar eventos como a inauguração do Hall da Fama da TNA, com a entrada de Sting que será realizado no Hilton Pointe Tapatio Cliffs Resort. No mesmo dia, os lutadores poderão interagir com os fãs, dando a chance para eles chegarem perto se suas estrelas favoritas para conversas, autógrafos e fotos.

## Antes do evento
| Classificação Final do Bound for Glory Series |                     |        |       |
| Pos.                                          | Lutador             | Pontos | Lutas |
| 1º                                            | James Storm         | 73     | 13    |
| 2º                                            | Samoa Joe           | 68     | 13    |
| 3º                                            | Bully Ray           | 62     | 13    |
| 4º                                            | Jeff Hardy          | 59     | 13    |
| 5º                                            | Rob Van Dam         | 55     | 13    |
| 6º                                            | A.J. Styles         | 50     | 13    |
| 7º                                            | Kurt Angle          | 48     | 13    |
| 8º                                            | Mr. Anderson        | 47     | 12    |
| 9º                                            | Christopher Daniels | 33     | 13    |
| 10º                                           | Magnus              | 28     | 13    |
| 11º                                           | Robbie E            | 12     | 13    |
| 12º                                           | D'Angelo Dinero     | 7      | 91    |

Bound for Glory teve lutas de wrestling profissional envolvendo diferentes lutadores com rivalidades e storylines pré-determinadas que se desenvolveram no Impact Wrestling — programa de televisão da Total Nonstop Action Wrestling (TNA). Os lutadores interpretaram um vilão ou um mocinho seguindo uma série de eventos para gerar tensão, culminando em várias lutas.
Em junho de 2012 foi anunciado um torneio de pontos com duração de três meses entre 12 lutadores conhecido como Bound for Glory Series. O vencedor terá o direito de se tornar desafiante ao TNA World Heavyweight Championship no Bound for Glory. As regras do torneio consistem em combates determinados em que o vencedor soma um determinado número de pontos dependendo de como foi a vitória, podendo ser em shows televisionados ou em house shows. No Hardcore Justice houve três lutas estilo hardcore entre os participantes do torneio (cada luta contendo quatro participantes) em que os vencedores receberam vinte pontos na classificação geral.
A primeira fase do torneio teve seu final na edição de 6 de setembro do Impact Wrestling, sendo que os classificados foram James Storm, Samoa Joe, Bully Ray e Jeff Hardy. Foi anunciado que no No Surrender, Storm enfrentaria Bully Ray e que Samoa Joe enfrentaria Jeff Hardy, nas lutas semifinais do torneio. No evento, Jeff Hardy derrotou Samoa Joe e Bully Ray derrotou Storm após a interferência de Bobby Roode. No evento principal, Hardy derrotou Ray, ganhando assim o torneio e a chance pelo TNA World Heavyweight Championship de Austin Aries no Bound for Glory.
     Lutadores classificados as semi-finais do torneio
     Lutadores eliminados do torneio
     Vencedor do torneio
1Dinero foi obrigado a abandonar o torneio após sofrer uma séria lesão (kayfabe) no ombro no Hardcore Justice depois de um ataque do grupo Aces & 8s.

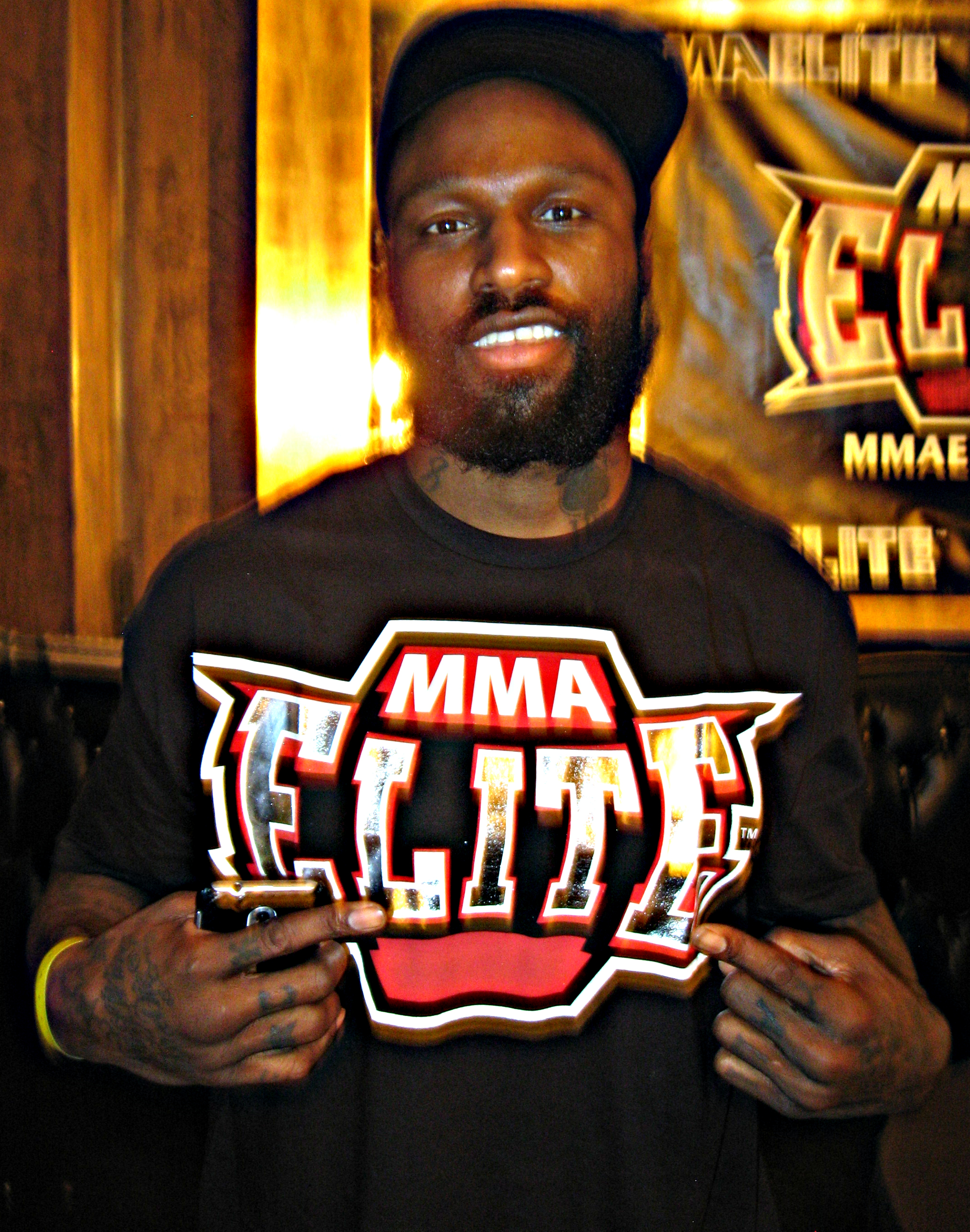
King Mo foi o fiscal especial na luta entre Bobby Roode e James Storm.

No Slammiversary, A.J. Styles e Kurt Angle derrotaram os até então campeões do TNA World Tag Team Championship, Christopher Daniels e Kazarian. Na edição de 28 de junho do Imapact Wrestling, Daniels e Kazarian exigiram uma revanche pelos títulos, os conquistando novamente. No episódio de 6 de setembro, Styles e Angle também pediram sua revanche, que foi realizada no No Surrender, mais Daniels e Kazarian conseguiram manter seus títulos. Na edição de 13 de setembro do Impact Wrestling, o gerente geral Hulk Hogan anunciou que naquela noite, Kazarian enfrentaria Styles e que Daniels enfrentaria Chavo Guerrero e se perdessem, Styles e Angle, e Chavo Guerrero e Hernandez teriam uma chance pelo TNA World Tag Team Championship. Tanto Kazarian quanto Daniels perderam suas lutas. Na semana seguinte, Hulk Hogan oficializou o combate entre as três duplas no Bound for Glory.
No No Surrender, Bully Ray derrotou James Storm após a interferência de Bobby Roode, atacando-o com uma garrafa de cerveja durante a primeira luta da semifinal do Bound for Glory Series. No Impact Wrestling seguinte, Roode começou a debochar de Storm. Porém, Storm aparece e os dois começam uma briga, marcando uma luta entre os dois na semana seguinte, que acabou sem vencedor. No Impact Wrestling de 27 de setembro, Hulk Hogan anunciou que os dois se enfrentariam em uma street fight match com o estreante King Mo como fiscal da luta.
Também no No Surrender, Miss Tessmacher derrotou Tara para manter o Women's Knockout Championship. No Impact Wrestling de 13 de outubro, Tara parabenizou Tessmacher pela sua vitória. Porém, enquanto ela comemorava, Tara a atacou pelas costas, pondo um fim na sua amizade e na dupla TnT. Na semana seguinte, Tara explicou seu ataque dizendo que o homem que esta com ela abriu os seus olhos e que se considera a melhor lutadora da atualidade. Ela desafiou Christy Hemme para uma luta, porém a mesma não aceitou. Questionada sobre quem era a melhor lutadora, Christy Hemme respondeu que é Miss Tessmacher, fazendo com que Tara começasse a puxar seus cabelos e que Tessmacher viesse salva-la. Na semana seguinte, Tara derrotou ODB e se tornou desafiante ao Women's Knockout Championship no Bound for Glory.

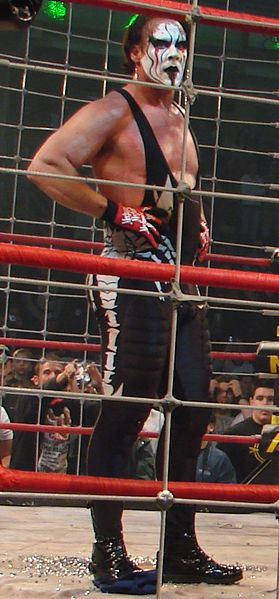
Sting fez dupla com Bully Ray para enfrentar os Aces & 8s.

No Impact Wrestling de 20 de setembro o advogado Joseph Park afirmou ter encontrado pistas sobre os Aces & 8s e seus respectivos ataques. Porém, ele é capturado e mantido com refém. Mais tarde naquela noite, Hulk Hogan foi ao ringue afirmando que não tem medo deles. O possível líder da gangue aparece no telão e afirma que o notebook que continha as provas foi quebrado. Mais Park grita de dentro de uma gaiola e um dos membros da gangue o acerta com um martelo em sua nuca.  Na semana seguinte, Hulk Hogan e Sting são surpreendidos por uma mulher dos Aces & 8s, os colocando dentro de um furgão e os sequestrando. No clube da gangue, o líder mostra Joseph Park vivo e amarrado em cima de uma mesa. Ele faz uma proposta que Hogan escolha dois lutadores para luta contra dois homens de sua gangue no Bound for Glory e que no evento eles soltariam Park. Hogan aceita e o líder manda os levar de volta para o Impact Wrestling Zone, com sua luta garantida. Na semana seguinte, Hulk Hogan escolheu como um de seus representantes Sting. No final do show, Hogan havia escolhido Mr. Anderson para ser o parceiro de Sting, mais o mesmo foi atacado pelos integrantes da gangue. Após o ataque, Bully Ray, que tinha acabado de derrotar Aries e Jeff Hardy, veio ao ringue insistindo que participasse da luta no Bound for Glory e acabou convencendo Hogan, que o escolheu como parceiro de Sting para lutar contra os Aces & 8s no pay-per-view.
No Impact Wrestling de 24 de maio, Joey Ryan teve uma luta pelo Gut Check Challenge contra Austin Aries e dependendo de seu desempenho, poderia ganhar um contrato com a TNA. Na semana seguinte, os juízes decidiram em não assinar um contrato com Ryan. Ryan apareceu novamente na TNA no episódio de 28 de junho do Impact Wrestling, sendo expulso da arena. Ele aparaceu novamente na edição de 26 de julho, atacando Al Snow, um dos juízes do Gut Check Challenge.  Apareceu novamente no programa de 30 de agosto, enfrentando Snow com um megafone e lançando uma bebida em seu rosto. Ryan e Snow se confrontaram na semana seguinte, com Snow dando um tapa em Ryan. No episódio de 4 de outubro do Impact Wrestling, Snow recebeu Ryan no ringue e lhe pediu desculpas pelo tapa e após isso, assinou um suposto contrato para Ryan na TNA, que acabou sendo revelado que era um contrato para uma luta no Bound for Glory, que se Ryan vencer, terá seu contrato com a TNA.
No episódio de 27 de setembro do Impact Wrestling, Samoa Joe derrotou Mr. Anderson para conquistar o vago TNA Television Championship. Na semana seguinte, ele defendeu seu título com sucesso contra Rob Van Dam. Na mesma noite, foi anunciado que Samoa Joe defenderá seu título contra Magnus no Bound for Glory.
No Impact Wrestling de 13 de setembro, Zema Ion derrotou Sonjay Dutt para manter o TNA X Division Championship. No episódio de 4 de outubro, Ion derrotou Douglas Williams, mas como não soltou o braço de Willians após aplicar um "Cross Arm Breaker", o árbitro reverteu sua decisão. Na semana seguinte, Ion foi ao ringue para dizer que ainda não tinha uma luta no Bound for Glory, já que ele havia derrotado todos da X Division. Rob Van Dam o interrompe e diz que também não tem uma luta no pay-per-view, e que Hogan disse que ele poderia escolher qualquer oponente. Logo em seguida, Van Dam atacou Zema e disse que irá vê-lo no Bound For Glory. Mais tarde foi confirmada a luta entre os dois no Bound for Glory pelo X Division Championship.

## Evento
| Papel:          | Nome:                                        |
| --------------- | -------------------------------------------- |
| Comentaristas   | Taz                                          |
| Comentaristas   | Mike Tenay                                   |
| Comentaristas   | Willie Urbina (Narrador em espanhol)         |
| Comentaristas   | Hector Guerrero (Comentarista em espanhol)   |
| Entrevistadores | Christy Hemme (Depois da luta das Knockouts) |
| Entrevistadores | Jeremy Borash (Bastidores)                   |
| Locutores       | Christy Hemme                                |
| Locutores       | Jeremy Borash (Evento principal)             |
| Árbitros        | Brian Hebner                                 |
| Árbitros        | Brian Stiffler                               |
| Árbitros        | Earl Hebner                                  |
| Árbitros        | Taryn Terrell (Árbitra das knockouts)        |

### Hall da Fama
Um dia antes do evento, Sting foi introduzido no Hall da Fama da TNA. A cerimônia ocorreu no Pointe Hilton Tapatio Cliffs Resort, também na cidade de Phoenix, Arizona. A noite foi toda dedicada a Sting, que foi introduzido pela presidente da TNA, Dixie Carter-Salinas. Vários lutadores da TNA participaram da festa, bem como Lex Luger e outras personalidades. Sting foi o primeiro integrante a ser introduzido no Hall da Fama da TNA.

### Lutas preliminares
Na primeira luta da noite, Zema Ion defendia o TNA X Division Championship contra Rob Van Dam. No final da luta, Van Dam aplicou um "Five-Star Frogsplash", conseguindo fazer a contagem em Ion, assim ganhando o título.
Na segunda luta da noite, Samoa Joe defendia Television Championship contra seu ex-parceiro de dupla Magnus. Por vários momentos, Joe aplicou várias submissões em Magnus, até que no fim da luta, Joe consegui aplicar outra submisão no meio do ringue, fazendo com que Magnus desistisse, assim mantendo o Television Championship.
Na próxima luta, James Storm lutava contra Bobby Roode em uma Street Fight match que tinha King Mo como fiscal. Em dado momento, os dois começaram a lutar em cima da mesa dos comentaristas. Logo após, Storm pegou uma vara de kendo e a acertou em Roode, fazendo o mesmo com uma lata de lixo logo em seguida. Na metade da luta, devido aos golpes recebidos na cabeça, Storm começou a sangrar, fazendo que seu rosto ficasse todo coberto de sangue. Em certo momento, Roode conseguiu fazer uma contagem de até dois, ficando chateado com o árbitro e o empurrando, fazendo que King Mo entrasse no ringue e empurrando Roode em um "Codebreaker" de Storm. Momentos depois, Roode espalhou tachinhas no ringue para jogar Storm em cima delas, mas o mesmo reverteu o golpe, fazendo que Roode caísse em cima das tachinhas. Depois, Roode tentou acertar Storm com uma garrafa de cerveja, mais o mesmo desviou e acertou a garrafa em Roode, aplicando em seguida um "Last Call", fazendo a contagem com sucesso.
Na luta seguinte, Joey Ryan buscava seu contrato integral com a TNA lutando contra Al Snow. No início para o meio da luta, Snow ficava de joelhos e batendo as mãos no ringue, para que Ryan o fosse acertar e revertia seus golpes. Em certo momento, Ryan consegui acertar Snow por trás, derrubando o árbitro da luta. Ainda com o árbitro deitado e sem ver o que acontecia, Matt Morgan atacou Snow, o rolando para dentro do ringue para que o árbitro fizesse a contagem.

### Lutas principais
Na próxima luta, os The World Tag Team Champions of the World (dupla formada por Christopher Daniels e Kazarian) defendiam o TNA World Tag Team Championship contra A.J. Styles & Kurt Angle e Chavo Guerrero & Hernandez em uma Luta de três duplas. As três duplas se revezaram bastante, sendo que durante boa parte do combate, as equipes lutaram fora do ringue. No final da luta, Hernadez aplicou um "Border Toss" em Daniels e depois Chavo imediatamente seguido por um "Frogsplah". Logo após, Hernandez conseguiu fazer a contagem para vencer a luta e conquistar o campeonato de duplas.
Na luta seguinte, Miss Tessmacher defendia o Women's Knockout Championship contra sua ex-parceira de TnT, Tara. No fim da luta, Tara aplicou um "Widow's Peak" e conseguiu fazer a contagem para ganhar o título. Após a luta, Tara revelou que seu namorado que a fez mudar seus pensamentos, era Jessie Godderz (participante do Big Brother USA 10).
Na penúltima luta da noite, Sting e Bully Ray lutavam contra dois membros dos Aces & 8s em uma Luta de duplas sem desqualificações. Antes do início do combate, um dos membros da gangue algemou Joseph Park em uma barricada for do ringue. Imediatamente, Sting e Ray começaram a luta do lado de fora do ringue. Os mascarados atacavam mais Sting, quando um deles  cuspiu em Parks, fazendo com ele se irritasse e quebrasse as correntes, entrando no ringue e atacando um dos membros dos Aces & 8s, o levando para fora no ringue. Depois do fato, outros membros da gangue interferiram, atacando Bully Ray e Sting, conseguindo realizar a contagem sobre o último. Após o final da luta, Hulk Hogan apareceu e começou a bater em todos os membros da gangue que estavam presentes, focando principalmente no homem que parecia ser o líder do grupo. Bully Ray o segurou e Sting lhe tirou a máscara, que para surpresa de todos, era Devon, que chocou ainda mais Bully Ray. Logo depois, os membros da gangue deixaram a arena, com Ray em estado de choque.
Na última luta da noite, Austin Aries defendia seu TNA World Heavyweight Championship contra o vencedor do Bound for Glory Series, Jeff Hardy. No final do combate, Hardy realizou um "Stunner" e um "Twist of Fate" antes de ir para a primeira corda e aplicar um "Swanton", para ganhar a luta e o título.

## Resultados
| No.                           | Lutas | Estipulações | Duração |
| ----------------------------- | --- | --- | ------- |
| 1                             | Rob Van Dam derrotou Zema Ion (c) | Luta individual pelo TNA X Division Championship | 08:05   |
| 2                             | Samoa Joe (c) derrotou Magnus por submissão | Luta individual pelo Television Championship | 09:00   |
| 3                             | James Storm derrotou Bobby Roode | Street Fight match com King Mo como fiscal | 17:31   |
| 4                             | Joey Ryan derrotou Al Snow | Luta individual Se Ryan ganhasse a luta, ele teria um contrato com a TNA.                                                                                                 | 08:25   |
| 5                             | Chavo Guerrero & Hernandez derrotaram The World Tag Team Champions of the World (Christopher Daniels e Kazarian) (c) e A.J. Styles & Kurt Angle | Luta de três duplas pelo TNA World Tag Team Championship | 15:35   |
| 6                             | Tara derrotou Miss Tessmacher (c) | Luta individual pelo Women's Knockout Championship | 06:10   |
| 7                             | Aces & Eights derrotaram Sting e Bully Ray | Luta de duplas sem desqualificações Se os Aces & Eights ganhassem, teriam acesso total a TNA, mas se perdessem teriam que deixar a empresa e Joseph Park seria libertado. | 10:51   |
| 8                             | Jeff Hardy derrotou Austin Aries (c) | Luta individual pelo TNA World Heavyweight Championship | 23:03   |
| (c)- Campeão(s) antes da luta | | |         |

## Após o evento
Rob Van Dam derrotou Joey Ryan para manter o TNA X Division Championship, Samoa Joe derrotou Magnus por nocaute técnico novamente para manter o Television Championship, James Storm enfrentou A.J. Styles e Bobby Roode para poder ganhar uma chance pelo TNA World Heavyweight Championship, Chavo Guerrero & Hernandez derrotaram novamente os The World Tag Team Champions of the World (Christopher Daniels e Kazarian) para reter o TNA World Tag Team Championship e Tara e seu namorado Jesse pederam para ODB e Eric Young.
Foi relevado durante o Impact Wrestling de 1º de novembro que Drew Hankinson (chamado de "Diretor do Caos" ou DOC) também fazia parte dos Aces & Eights. Ele derrotou Joseph Park no Turning Point e Kurt Angle derrotou Devon por submissão e Jeff Hardy derrotou Austin Aries em uma Ladder match na revanche pelo TNA World Heavyweight Championship.

## Recepção
O show recebeu criticas mistas e positivas. O prowrestling.net avaliou que revelação de Devon como membro dos Aces & Eights não causou grandes surpresas e que o show começou ótimo, mas foi decaindo ao passar das lutas e o evento principal foi fundamental para manter a qualidade do pay-per-view, que foi classificado como o melhor show do ano da TNA. O wrestlingdotcom.com deu uma uma nota de 8,5/10 para o evento, classificando como um excelente show.